# Saber Eid
Saber Eid (1º maggio 1959) è un ex calciatore egiziano, di ruolo difensore.

## Carriera
Con la Nazionale egiziana ha partecipato al Campionato mondiale di calcio 1990.